# Bahnhof Hoofddorp
Der Bahnhof Hoofddorp ist der zweite Bahnhof der niederländischen Stadt Hoofddorp. Der Bahnhof wird täglich von 14.152 Personen (2024) genutzt. Er ist zentraler Knoten- und Endpunkt im städtischen ÖPNV. Am Bahnhof verkehren Regionalzüge.

## Geschichte

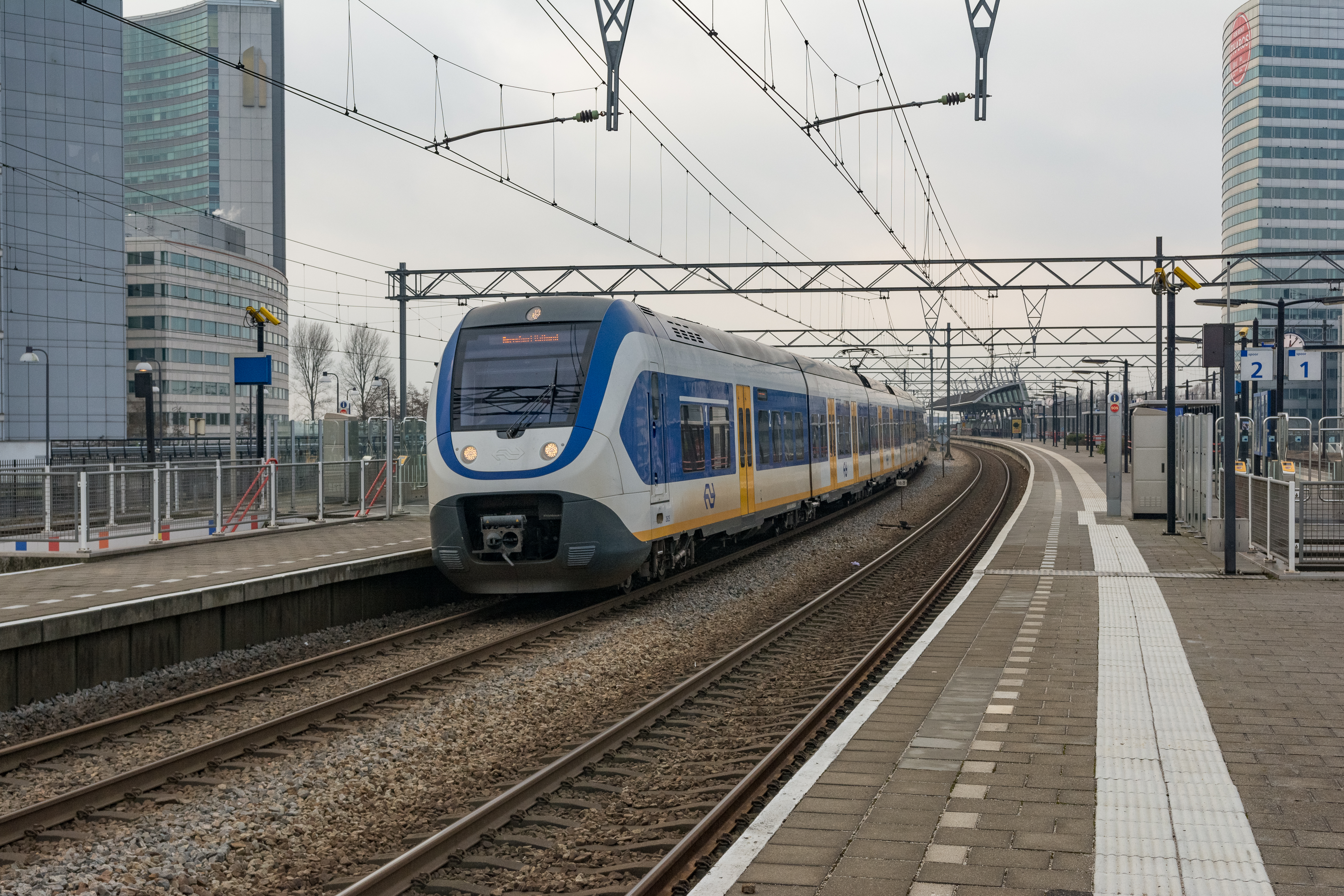
Ein Sprinter nach Amersfoort Vathorst

Der heutige Bahnhof wurde am 31. Mai 1981 mit der Bahnstrecke Weesp–Leiden eröffnet. Die Station wurde 1996 komplett saniert und erhielt ihr heutiges Aussehen, bis 1996 hatte der Bahnhof nur zwei Gleise, nach der Erweiterung vier. Bereits von 1912 bis 1935 hatte die Stadt an den ehemaligen Bahnstrecken Aalsmeer–Haarlem und Hoofddorp–Leiden (Heerensingel) einen Bahnhof.

## Streckenverbindungen
Im Jahresfahrplan 2022 bedienen folgende Linien den Bahnhof Hoofddorp:
| Zugtyp   | Linienverlauf | Frequenz                                                                                               |
| -------- | --- | --- |
| Sprinter | (Den Haag Centraal – Leiden Centraal –) Hoofddorp – Schiphol Airport – Zaandam – Purmerend – Hoorn – Hoorn Kersenboogerd | halbstündlich (fährt nach 19 Uhr und am Wochenende nicht zwischen Den Haag Centraal und Hoofddorp)     |
| Sprinter | Hoofddorp – Schiphol Airport – Amsterdam Zuid – Weesp – Almere Centrum – Almere Oostvaarders                             | halbstündlich                                                                                          |
| Sprinter | (Den Haag Centraal –) Leiden Centraal – Hoofddorp – Schiphol Airport – Amsterdam Sloterdijk – Amsterdam Centraal         | halbstündlich (fährt nur nach 19 Uhr und am Wochenende zwischen Den Haag Centraal und Leiden Centraal) |
| Sprinter | Utrecht Centraal – Hilversum – Weesp – Amsterdam Zuid – Schiphol Airport – Hoofddorp                                     | halbstündlich (fährt nicht nach 20 Uhr)                                                                |
| Sprinter | Hoofddorp – Schiphol Airport – Amsterdam Sloterdijk – Amsterdam Centraal                                                 | halbstündlich                                                                                          |